# Anomala (insecto)
Anomala es un género de coleópteros escarabeidos que contiene numerosas especies. Una característica común es que las larvas de dichas especies se alimentan de las raíces de plantas, convirtiéndose en una plaga en las zonas que invaden.

Miden de 6 a 12 mm. Hay 180 especies en el Nuevo Mundo, más de mil en el mundo, aunque algunas especies son cuestionables.

## Especies
- Anomala abraensis
- Anomala accincta
- Anomala achrogastra
- Anomala acromialis
- Anomala acusigera
- Anomala acutangula
- Anomala adhaerescens
- Anomala adscita
- Anomala adunca
- Anomala adustula
- Anomala aegrota
- Anomala aelia
- Anomala aeneiventris
- Anomala aeneoprasina
- Anomala aeneotincta
- Anomala aequalis
- Anomala aereiventris
- Anomala aericollis
- Anomala aeruginosa
- Anomala affinis
- Anomala afghana
- Anomala agilis
- Anomala aglaos
- Anomala ahlwarthi
- Anomala ahrensi
- Anomala albaya
- Anomala albopilosa
- Anomala alinae
- Anomala amarginata
- Anomala amoena
- Anomala amphicoma
- Anomala amychodes
- Anomala anacantha
- Anomala anchoralis
- Anomala ancilla
- Anomala andamanica
- Anomala andradei
- Anomala angolana
- Anomala anguliceps
- Anomala angulicollis
- Anomala angulipennis
- Anomala angusta
- Anomala annamensis
- Anomala anodonta
- Anomala anoguttata
- Anomala anoxantha
- Anomala antennata
- Anomala anthracina
- Anomala anthusa
- Anomala antica
- Anomala antiqua
- Anomala antis
- Anomala apacheana
- Anomala aphodioides
- Anomala apogonioides
- Anomala arara
- Anomala ardoini
- Anomala arida
- Anomala arrawaka
- Anomala artemida
- Anomala arthuri
- Anomala aruensis
- Anomala asaitoae
- Anomala aspera
- Anomala aspersa
- Anomala assimilis
- Anomala atjehana
- Anomala atomogramma
- Anomala atriventris
- Anomala atrivillosa
- Anomala atrocyanea
- Anomala atrovirens
- Anomala attenuata
- Anomala aulacoides
- Anomala aulax
- Anomala aureoflava
- Anomala aureola
- Anomala auriculata
- Anomala auripennis
- Anomala aurora
- Anomala ausonia
- Anomala australis
- Anomala ayjikcala
- Anomala babai
- Anomala badia
- Anomala baeri
- Anomala bakeri
- Anomala balduina
- Anomala balzapambae
- Anomala bandicola
- Anomala barbarae
- Anomala barbellata
- Anomala barbellicauda
- Anomala barbicollis
- Anomala basalis
- Anomala batesi
- Anomala beckeri
- Anomala bedeli
- Anomala behnei
- Anomala belingana
- Anomala bella
- Anomala bengalensis
- Anomala bernhardti
- Anomala biakensis
- Anomala bicolor
- Anomala bidolii
- Anomala bidoupensis
- Anomala bifida
- Anomala biformis
- Anomala biharensis
- Anomala bilobata
- Anomala bilunata
- Anomala bimaculata
- Anomala bimarginata
- Anomala binata
- Anomala binotata
- Anomala bipunctata
- Anomala bivirgulata
- Anomala blaisei
- Anomala blanchardi
- Anomala bogotensis
- Anomala bohemani
- Anomala boliviana
- Anomala bonguana
- Anomala boromensis
- Anomala bottae
- Anomala bousqueti
- Anomala bouyeri
- Anomala brachycaula
- Anomala brachypus
- Anomala brancuccii
- Anomala breviceps
- Anomala brevidens
- Anomala brevihirta
- Anomala brevior
- Anomala breviuscula
- Anomala bruchiana
- Anomala bruchomorpha
- Anomala bruggei
- Anomala brunnea
- Anomala brunnipennis
- Anomala bryani
- Anomala bulbicaula
- Anomala burgeoni
- Anomala butensis
- Anomala butleri
- Anomala butuana
- Anomala buxtoni
- Anomala caduca
- Anomala caffra
- Anomala calcarata
- Anomala calceata
- Anomala callifera
- Anomala calligrapha
- Anomala calpurnia
- Anomala calymmophora
- Anomala camancha
- Anomala camarinensis
- Anomala canisia
- Anomala cantori
- Anomala cantorioides
- Anomala capillula
- Anomala carcina
- Anomala cardinalis
- Anomala carinifrons
- Anomala cariniventris
- Anomala cassiana
- Anomala castanea
- Anomala castaneoventris
- Anomala castelnaui
- Anomala catenatopunctata
- Anomala catochlora
- Anomala catoxantha
- Anomala cavifrons
- Anomala celebica
- Anomala ceramica
- Anomala ceramopyga
- Anomala cerea
- Anomala chalcescens
- Anomala chalcites
- Anomala chalcophysa
- Anomala chalcoptera
- Anomala chalybaea
- Anomala chalybeipennis
- Anomala chamaeleon
- Anomala championi
- Anomala chanleri
- Anomala chapini
- Anomala chevrolati
- Anomala chiriquina
- Anomala chlorocarpa
- Anomala chloroderma
- Anomala chloronota
- Anomala chlorophylla
- Anomala chloroptera
- Anomala chloropus
- Anomala chloropyga
- Anomala chlorosoma
- Anomala chlorotica
- Anomala choui
- Anomala chromicolor
- Anomala chrysochlora
- Anomala chrysochroma
- Anomala cicatricosa
- Anomala ciliatipes
- Anomala cinaedias
- Anomala cinderella
- Anomala cingulata
- Anomala cirroides
- Anomala citrina
- Anomala cladera
- Anomala clarescens
- Anomala clarivillosa
- Anomala clathrata
- Anomala clerica
- Anomala clodia
- Anomala cludtsi
- Anomala clypeata
- Anomala cnethopyga
- Anomala cobala
- Anomala cochlearia
- Anomala coffea
- Anomala cognata
- Anomala coiffaiti
- Anomala collotra
- Anomala colluta
- Anomala colma
- Anomala colobocaula
- Anomala colonica
- Anomala columbica
- Anomala comma
- Anomala communis
- Anomala compacta
- Anomala compressicollis
- Anomala concavifronta
- Anomala concha
- Anomala concinna
- Anomala conformis
- Anomala confrater
- Anomala conjuga
- Anomala connectens
- Anomala conradti
- Anomala constanti
- Anomala constricta
- Anomala contenta
- Anomala controversa
- Anomala convexa
- Anomala coolsi
- Anomala corpulenta
- Anomala corrugata
- Anomala corruscans
- Anomala corvina
- Anomala costulata
- Anomala coxalis
- Anomala cpustulata
- Anomala crassa
- Anomala crassipyga
- Anomala crassisura
- Anomala crassiuscula
- Anomala cribrata
- Anomala cribriceps
- Anomala crinicollis
- Anomala crinifrons
- Anomala crucialis
- Anomala cruralis
- Anomala crypsinoa
- Anomala cucusa
- Anomala cuprascens
- Anomala cuprea
- Anomala cupreovariolosa
- Anomala cupripes
- Anomala cupritarsis
- Anomala cupriventris
- Anomala curata
- Anomala curator
- Anomala curva
- Anomala cyanipennis
- Anomala cyclops
- Anomala cypriochalcea
- Anomala cypriogastra
- Anomala czorni
- Anomala daimiana
- Anomala dairamensis
- Anomala dalatensis
- Anomala dalbergiae
- Anomala damara
- Anomala daniorum
- Anomala dapitana
- Anomala dasypyga
- Anomala dawnensis
- Anomala decolor
- Anomala decorata
- Anomala delagoa
- Anomala delavayi
- Anomala deliana
- Anomala delicata
- Anomala delkeskampi
- Anomala deltoides
- Anomala densa
- Anomala densepunctata
- Anomala denticollis
- Anomala denticrus
- Anomala denticulata
- Anomala dentifera
- Anomala deserta
- Anomala desiccata
- Anomala despumata
- Anomala detunei
- Anomala devia
- Anomala devota
- Anomala diabla
- Anomala dichromiceps
- Anomala diehli
- Anomala digitata
- Anomala diglossa
- Anomala digressa
- Anomala dilatata
- Anomala dimidiata
- Anomala diplopsyla
- Anomala discalis
- Anomala discordabilis
- Anomala discors
- Anomala discrepans
- Anomala disparilis
- Anomala dissimilis
- Anomala distanti
- Anomala distinguenda
- Anomala dita
- Anomala diurna
- Anomala diversicolor
- Anomala diversipennis
- Anomala divisa
- Anomala djampeana
- Anomala dohertyi
- Anomala dolichophalla
- Anomala donovani
- Anomala dorsalis
- Anomala dorsata
- Anomala dorsopicta
- Anomala dorsosignata
- Anomala doryphorina
- Anomala dossidea
- Anomala drusilla
- Anomala dubia
- Anomala dudleyi
- Anomala durvillei
- Anomala dussumieri
- Anomala ebenina
- Anomala ecbolima
- Anomala echinata
- Anomala eckhardti
- Anomala edentula
- Anomala egregia
- Anomala eksae
- Anomala elaphoceroides
- Anomala elberti
- Anomala ellipsis
- Anomala elongata
- Anomala emortualis
- Anomala encausta
- Anomala enganensis
- Anomala ennia
- Anomala erosa
- Anomala errans
- Anomala ertli
- Anomala erubescens
- Anomala esakii
- Anomala esmeralda
- Anomala estrella
- Anomala etnaensis
- Anomala eucardia
- Anomala eulissa
- Anomala eumyops
- Anomala euops
- Anomala eusticta
- Anomala eventifera
- Anomala exanthematica
- Anomala exaratior
- Anomala excolens
- Anomala exigua
- Anomala exilis
- Anomala eximia
- Anomala exitialis
- Anomala exoleta
- Anomala exoletoides
- Anomala expallescens
- Anomala expansa
- Anomala expedita
- Anomala fallaciosa
- Anomala fasciolata
- Anomala fausta
- Anomala felicia
- Anomala femoralis
- Anomala fergussonensis
- Anomala ferrea
- Anomala ferruginea
- Anomala fibula
- Anomala filigera
- Anomala fissilabris
- Anomala fissula
- Anomala flagellata
- Anomala flamina
- Anomala flavacoma
- Anomala flaveola
- Anomala flaviana
- Anomala flavilimbata
- Anomala flavipennis
- Anomala flavipunctuata
- Anomala flaviventris
- Anomala flavizona
- Anomala flavofasciata
- Anomala flavofemorata
- Anomala flavoguttata
- Anomala flavolineata
- Anomala flavonotata
- Anomala flavopicta
- Anomala flavoscutellata
- Anomala flavovaria
- Anomala flohri
- Anomala florina
- Anomala foliacea
- Anomala forbesi
- Anomala forcipalis
- Anomala forreri
- Anomala forstroemi
- Anomala foveiceps
- Anomala fracta
- Anomala francottei
- Anomala freyi
- Anomala fukiensis
- Anomala fulgidicollis
- Anomala fulvescens
- Anomala fulvia
- Anomala fulvocalceata
- Anomala fulvocostata
- Anomala fulvofusca
- Anomala fulvohirta
- Anomala fulvopicea
- Anomala funebris
- Anomala furcula
- Anomala fuscaoaerea
- Anomala fuscicauda
- Anomala fusciceps
- Anomala fuscoaenea
- Anomala fuscosignata
- Anomala fuscovelata
- Anomala fuscoviridis
- Anomala fuscula
- Anomala fusitibia
- Anomala gaja
- Anomala gallana
- Anomala ganganensis
- Anomala gemella
- Anomala gemelloprasina
- Anomala geniculata
- Anomala gentilis
- Anomala ghindana
- Anomala glabra
- Anomala glaseri
- Anomala globulata
- Anomala goergeni
- Anomala gordiana
- Anomala gracilenta
- Anomala graminea
- Anomala grandis
- Anomala granulata
- Anomala granulicauda
- Anomala granuliformis
- Anomala grassei
- Anomala graueri
- Anomala gravida
- Anomala grossepunctata
- Anomala gualberta
- Anomala guatemalena
- Anomala gudzenkoi
- Anomala guessfeldi
- Anomala gypaeetus
- Anomala haliaeetus
- Anomala hamigera
- Anomala handschini
- Anomala hardyorum
- Anomala harpagophysa
- Anomala hassoni
- Anomala hebescens
- Anomala hebridarum
- Anomala hemiseca
- Anomala herbacea
- Anomala hesychastria
- Anomala heterocostata
- Anomala heteroglypha
- Anomala heterostigma
- Anomala heterotricha
- Anomala hiata
- Anomala hilaria
- Anomala hirsutoides
- Anomala hirsutula
- Anomala hirtidorsa
- Anomala hirtipyga
- Anomala hispidipennis
- Anomala hispidula
- Anomala hoegei
- Anomala holomelaena
- Anomala hondurae
- Anomala hopei
- Anomala hoplites
- Anomala hoplocosmeta
- Anomala hoppi
- Anomala hortensia
- Anomala humeralis
- Anomala hygina
- Anomala hylobia
- Anomala hymenalis
- Anomala hymenoptera
- Anomala igniceps
- Anomala ignicolor
- Anomala ignipes
- Anomala ikuthana
- Anomala illusa
- Anomala immatura
- Anomala immeliorata
- Anomala imperfecta
- Anomala imperialae
- Anomala imperialis
- Anomala imperspicabilis
- Anomala impressicollis
- Anomala incolumis
- Anomala inconcinna
- Anomala inconsueta
- Anomala indistincta
- Anomala inepta
- Anomala inexpecta
- Anomala infans
- Anomala infantilis
- Anomala inguinalis
- Anomala innocens
- Anomala innuba
- Anomala inopinata
- Anomala insipida
- Anomala insitiva
- Anomala insularis
- Anomala insulicola
- Anomala interna
- Anomala interrupta
- Anomala intrusa
- Anomala irianensis
- Anomala irideorufa
- Anomala iridicollis
- Anomala ishidai
- Anomala ismeria
- Anomala itohi
- Anomala itoi
- Anomala iwasei
- Anomala jacobsoni
- Anomala jansoni
- Anomala javana
- Anomala jeanvoinei
- Anomala jocosa
- Anomala jokoana
- Anomala juquilensis
- Anomala kalliesi
- Anomala kaltengensis
- Anomala kameruna
- Anomala kanei
- Anomala kannegieteri
- Anomala kansana
- Anomala kapangana
- Anomala kapiriensis
- Anomala katherine
- Anomala katsurai
- Anomala keiana
- Anomala keithi
- Anomala keniae
- Anomala keralensis
- Anomala ketambeana
- Anomala kigonserae
- Anomala kinabalensis
- Anomala kindiae
- Anomala kintaroi
- Anomala kirgisica
- Anomala knapperti
- Anomala kochi
- Anomala kokodae
- Anomala koreana
- Anomala kristenseni
- Anomala krivani
- Anomala kuatuna
- Anomala kudatina
- Anomala kuehni
- Anomala kuekenthali
- Anomala laccata
- Anomala laesicollis
- Anomala laeta
- Anomala laetabilis
- Anomala laevigata
- Anomala laevisulcata
- Anomala lamdongica
- Anomala langbianensis
- Anomala laniventris
- Anomala laosensis
- Anomala laotica
- Anomala lasikina
- Anomala lasiocnemis
- Anomala latefemorata
- Anomala latericostulata
- Anomala lateripila
- Anomala laticlypea
- Anomala latifalculata
- Anomala latipes
- Anomala latiuscula
- Anomala lenticula
- Anomala leonfairmairei
- Anomala leopardina
- Anomala leotaudi
- Anomala leprodes
- Anomala leptopoda
- Anomala levicollis
- Anomala libidinosa
- Anomala lieftincki
- Anomala lignea
- Anomala ligulipes
- Anomala limata
- Anomala limatipennis
- Anomala limbaticollis
- Anomala limbifera
- Anomala limbipennis
- Anomala limbourgi
- Anomala limon
- Anomala lineata
- Anomala lineatopennis
- Anomala linelli
- Anomala lipodes
- Anomala lissopyga
- Anomala livia
- Anomala loi
- Anomala longicarcarata
- Anomala longiceps
- Anomala longiclypea
- Anomala longicornis
- Anomala longidentata
- Anomala longilamina
- Anomala longipennis
- Anomala longisacculata
- Anomala lucasi
- Anomala lucens
- Anomala luciae
- Anomala lucicola
- Anomala lucida
- Anomala lucidula
- Anomala luctuosa
- Anomala luculenta
- Anomala ludgera
- Anomala ludoviciana
- Anomala lujae
- Anomala luminosa
- Anomala luniclypealis
- Anomala luridicollis
- Anomala lutea
- Anomala luticolor
- Anomala luwukensis
- Anomala machatschkei
- Anomala macrophalla
- Anomala macrophthalma
- Anomala macrophylla
- Anomala maculicollis
- Anomala maculifemorata
- Anomala maculipyga
- Anomala madangensis
- Anomala madrasica
- Anomala mahakamensis
- Anomala makondae
- Anomala malabariensis
- Anomala malaisei
- Anomala malayensis
- Anomala malukana
- Anomala mancipulla
- Anomala mandli
- Anomala manguliana
- Anomala manseri
- Anomala manuselensis
- Anomala margina
- Anomala marginipennis
- Anomala martini
- Anomala masaakii
- Anomala mascula
- Anomala matangensis
- Anomala mathildae
- Anomala matricula
- Anomala matzenaueri
- Anomala mausonica
- Anomala medellina
- Anomala medorensis
- Anomala megalia
- Anomala megalonyx
- Anomala megalops
- Anomala megaparamera
- Anomala meggitti
- Anomala melanogastra
- Anomala melattia
- Anomala melitta
- Anomala menadensis
- Anomala menadocola
- Anomala mendica
- Anomala merkli
- Anomala mersa
- Anomala merula
- Anomala mesocnemis
- Anomala mesosticta
- Anomala metella
- Anomala metonidia
- Anomala m-fuscum
- Anomala micans
- Anomala micanticollis
- Anomala micholitzi
- Anomala microda
- Anomala micronyx
- Anomala millepora
- Anomala millestriga
- Anomala millingeni
- Anomala mimikensis
- Anomala minahassae
- Anomala minangorum
- Anomala minima
- Anomala ministrans
- Anomala minuta
- Anomala minutissima
- Anomala miokoana
- Anomala mirabilis
- Anomala mirita
- Anomala misandria
- Anomala mixeana
- Anomala miyakona
- Anomala mizusawai
- Anomala modesta
- Anomala mollis
- Anomala monachula
- Anomala mongolica
- Anomala monochroa
- Anomala monogramma
- Anomala montana
- Anomala moquina
- Anomala morettoi
- Anomala morissaei
- Anomala moroni
- Anomala motschulskyi
- Anomala muchei
- Anomala multistriata
- Anomala munda
- Anomala muricata
- Anomala murphyi
- Anomala mus
- Anomala mutabilis
- Anomala mutans
- Anomala myanmarensis
- Anomala myriospila
- Anomala mystica
- Anomala nainitalii
- Anomala nathani
- Anomala neglecta
- Anomala nepalensis
- Anomala nerissa
- Anomala nervulata
- Anomala niasiana
- Anomala nigrescens
- Anomala nigripes
- Anomala nigriventris
- Anomala nigrocincta
- Anomala nigroflava
- Anomala nigrolineata
- Anomala nigromarginata
- Anomala nigropicta
- Anomala nigroscripta
- Anomala nigroscutellata
- Anomala nigrosellata
- Anomala nigrosulcata
- Anomala nigrosuturata
- Anomala nigrovaria
- Anomala nigrovestita
- Anomala nigrovirens
- Anomala niijimae
- Anomala nikodymi
- Anomala nilgirensis
- Anomala nimbosa
- Anomala nipsanensis
- Anomala nitescens
- Anomala noctibibo
- Anomala noctivaga
- Anomala nocturna
- Anomala nomurai
- Anomala nona
- Anomala novoguineensis
- Anomala nubeculosa
- Anomala nycterina
- Anomala obbiana
- Anomala obesa
- Anomala obliquipunctata
- Anomala obliquisulcata
- Anomala oblivia
- Anomala obovata
- Anomala obscurata
- Anomala obscuripes
- Anomala obscuroaenea
- Anomala obsoleta
- Anomala obtusicollis
- Anomala ochii
- Anomala ochrogastra
- Anomala ochroptera
- Anomala octiescostata
- Anomala odila
- Anomala oedematosa
- Anomala oehleri
- Anomala ogloblini
- Anomala ohmomoi
- Anomala okapaensis
- Anomala okushimai
- Anomala oleaginea
- Anomala olivacea
- Anomala olivea
- Anomala olivieri
- Anomala opacicollis
- Anomala opaconigra
- Anomala opalina
- Anomala ophthalmica
- Anomala ordinata
- Anomala orichalcescens
- Anomala orientalis
- Anomala osakana
- Anomala osmanlis
- Anomala ovalis
- Anomala ovampoa
- Anomala ovatula
- Anomala oxiana
- Anomala oxylabis
- Anomala pacholatkoi
- Anomala pagana
- Anomala palaestina
- Anomala palawana
- Anomala pallens
- Anomala palleola
- Anomala palleopyga
- Anomala pallida
- Anomala pallidula
- Anomala palopona
- Anomala panamensis
- Anomala papagoana
- Anomala papuensis
- Anomala papuna
- Anomala parallela
- Anomala paralucidula
- Anomala parastasioides
- Anomala parca
- Anomala pardalina
- Anomala parotidea
- Anomala parvaeucoma
- Anomala peguensis
- Anomala pellucida
- Anomala penai
- Anomala pendleburyi
- Anomala peninsularis
- Anomala perakensis
- Anomala pernambucana
- Anomala perplexa
- Anomala personata
- Anomala perspicax
- Anomala pertinax
- Anomala phaeogastra
- Anomala phaeoloma
- Anomala phagedaenica
- Anomala phalaena
- Anomala phanthietica
- Anomala phimotica
- Anomala phlyctenopyga
- Anomala phodopyga
- Anomala phosphora
- Anomala phthysica
- Anomala phuquocica
- Anomala phyllis
- Anomala phyllochroma
- Anomala piccolina
- Anomala pictipes
- Anomala picturella
- Anomala pilicauda
- Anomala pilifrons
- Anomala piliscutella
- Anomala pilosella
- Anomala pilosipennis
- Anomala pincelada
- Anomala pinguis
- Anomala piruensis
- Anomala placida
- Anomala plagiata
- Anomala planata
- Anomala planelytra
- Anomala planicauda
- Anomala planicorna
- Anomala platypyga
- Anomala plebeja
- Anomala plectrophora
- Anomala pleuritica
- Anomala plurisulcata
- Anomala polina
- Anomala polita
- Anomala polyanor
- Anomala polygona
- Anomala pomona
- Anomala ponticula
- Anomala pontualei
- Anomala popayana
- Anomala porcia
- Anomala porovatula
- Anomala porrecta
- Anomala posterior
- Anomala potanini
- Anomala praecellens
- Anomala praeclara
- Anomala praecoxalis
- Anomala praematura
- Anomala praenitens
- Anomala praetendinosa
- Anomala prasinicollis
- Anomala prisca
- Anomala probativa
- Anomala procrastinator
- Anomala proctolasia
- Anomala profundisulca
- Anomala projecta
- Anomala prolixa
- Anomala propinqua
- Anomala prudentia
- Anomala pseudoclarescens
- Anomala pseudoeucoma
- Anomala ptenomeloides
- Anomala pubescens
- Anomala pubifera
- Anomala pudica
- Anomala pulchripes
- Anomala pumilis
- Anomala pumiloides
- Anomala punctatipennis
- Anomala punctatissima
- Anomala puncticeps
- Anomala puncticlypea
- Anomala punctipennis
- Anomala punctulicollis
- Anomala pupillata
- Anomala purpureiventris
- Anomala pygidialis
- Anomala pyricollis
- Anomala pyxexcavata
- Anomala pyxofera
- Anomala quadricalcarata
- Anomala quadrigemina
- Anomala quadripartita
- Anomala quadripunctata
- Anomala quelparta
- Anomala quiche
- Anomala quirina
- Anomala rabdogastra
- Anomala rantena
- Anomala raphiocaula
- Anomala raui
- Anomala raydoma
- Anomala recordata
- Anomala rectodonta
- Anomala repensa
- Anomala repressa
- Anomala resplendens
- Anomala retusicollis
- Anomala rhizotrogoides
- Anomala rhodomela
- Anomala rhodope
- Anomala rhynchophalla
- Anomala ribbei
- Anomala richteri
- Anomala ricovera
- Anomala rigoberta
- Anomala ritsemae
- Anomala robiginosa
- Anomala robinsoni
- Anomala rojkoffi
- Anomala ronana
- Anomala rosenbergi
- Anomala rothschildti
- Anomala rotundata
- Anomala rotundiceps
- Anomala rotundicollis
- Anomala ruatana
- Anomala rubida
- Anomala rubra
- Anomala rubricollis
- Anomala rubripes
- Anomala ruficapilla
- Anomala rufina
- Anomala rufiventris
- Anomala rufocuprea
- Anomala rufoides
- Anomala rufopartita
- Anomala rufozonula
- Anomala rufula
- Anomala rugiclypea
- Anomala ruginosa
- Anomala rugipennis
- Anomala rugosa
- Anomala rugulicollis
- Anomala rugulipennis
- Anomala russaticeps
- Anomala russiventris
- Anomala sabana
- Anomala sabinae
- Anomala saetipes
- Anomala sagax
- Anomala sagiens
- Anomala saitoi
- Anomala sakaii
- Anomala salticola
- Anomala samarensis
- Anomala sambalanga
- Anomala sampitana
- Anomala sanchezi
- Anomala sandersoni
- Anomala sangirana
- Anomala saopyga
- Anomala sapa
- Anomala sapada
- Anomala sarasinorum
- Anomala sarawakensis
- Anomala sarmiensis
- Anomala sassana
- Anomala satulagi
- Anomala sauteri
- Anomala sawahana
- Anomala saya
- Anomala scheepmakeri
- Anomala schereri
- Anomala schoenfeldti
- Anomala schultzeana
- Anomala scintillans
- Anomala scopas
- Anomala sebakuana
- Anomala sejuncta
- Anomala semenovi
- Anomala semiaenea
- Anomala semicastanea
- Anomala semicincta
- Anomala semicingulata
- Anomala semicuprea
- Anomala semilivida
- Anomala semilla
- Anomala seminigra
- Anomala seminitens
- Anomala semiovalis
- Anomala semipurpurea
- Anomala semitonsa
- Anomala semiusta
- Anomala semivirens
- Anomala semperiana
- Anomala sempronia
- Anomala senegalensis
- Anomala sentaniensis
- Anomala separata
- Anomala sericangula
- Anomala sericipennis
- Anomala servilis
- Anomala seticrus
- Anomala sexmaculata
- Anomala shimenensis
- Anomala shirakii
- Anomala siamensis
- Anomala sibilensis
- Anomala sibuyana
- Anomala siccana
- Anomala sieboldi
- Anomala sieversi
- Anomala silama
- Anomala simalurensis
- Anomala similis
- Anomala simillima
- Anomala similopyga
- Anomala simulans
- Anomala singularis
- Anomala sinica
- Anomala siniopyga
- Anomala smaragdina
- Anomala smetsi
- Anomala snizeki
- Anomala solida
- Anomala solisi
- Anomala somalina
- Anomala sordidula
- Anomala soror
- Anomala spatuliformis
- Anomala spiloptera
- Anomala spilopteroides
- Anomala splendida
- Anomala stalmansi
- Anomala stempelmanni
- Anomala stenodera
- Anomala sternitica
- Anomala stictopyga
- Anomala stigmatella
- Anomala stigmaticollis
- Anomala stigmipennis
- Anomala stillaticia
- Anomala straminea
- Anomala strigicollis
- Anomala strigodermoides
- Anomala studiosa
- Anomala suavis
- Anomala subaenea
- Anomala subita
- Anomala sublunalis
- Anomala subpilosa
- Anomala subridens
- Anomala subterfulva
- Anomala subterfusca
- Anomala subtomentella
- Anomala subtrinata
- Anomala subusta
- Anomala subvittata
- Anomala sucki
- Anomala sudanensis
- Anomala suklina
- Anomala sulana
- Anomala sulcatula
- Anomala sulcipennis
- Anomala sulcithorax
- Anomala sulselensis
- Anomala superflua
- Anomala surigana
- Anomala susca
- Anomala suturalis
- Anomala sylphis
- Anomala taeniana
- Anomala tahunensis
- Anomala taiwana
- Anomala takasagoensis
- Anomala takeshii
- Anomala tarowana
- Anomala tawetana
- Anomala techacapana
- Anomala tendinosa
- Anomala tenimberiana
- Anomala tenimbrica
- Anomala tenoriensis
- Anomala teretina
- Anomala terronoides
- Anomala tessellatipennis
- Anomala testaceipennis
- Anomala tetanotricha
- Anomala tetracrana
- Anomala thai
- Anomala thailandiana
- Anomala thoracica
- Anomala thoracophora
- Anomala tibialis
- Anomala tigibiensis
- Anomala timida
- Anomala tincticeps
- Anomala tinctipennis
- Anomala tinctiventris
- Anomala tindakua
- Anomala tolensis
- Anomala tolerata
- Anomala toliensis
- Anomala tolucana
- Anomala toxopei
- Anomala trabeata
- Anomala transvalensis
- Anomala transversa
- Anomala trapezifera
- Anomala triancistris
- Anomala triangularis
- Anomala trichia
- Anomala trichonota
- Anomala trichophora
- Anomala trichopyga
- Anomala tricolorea
- Anomala trigonopyga
- Anomala trillesi
- Anomala tristigma
- Anomala tristis
- Anomala trivirgata
- Anomala trochanterica
- Anomala truncata
- Anomala tryptica
- Anomala tuberculata
- Anomala ueleana
- Anomala ukerewia
- Anomala ulcerata
- Anomala umboniformis
- Anomala umbra
- Anomala uncata
- Anomala uncinata
- Anomala unicolor
- Anomala unicornis
- Anomala unilineata
- Anomala usambarica
- Anomala usambica
- Anomala ustulata
- Anomala ustulatipes
- Anomala uvirae
- Anomala vaga
- Anomala valida
- Anomala validipes
- Anomala vallisneria
- Anomala varians
- Anomala varicolor
- Anomala variegata
- Anomala variivestis
- Anomala variolata
- Anomala vatillum
- Anomala vayana
- Anomala vellicata
- Anomala velutina
- Anomala ventriosa
- Anomala venusta
- Anomala veraecrucis
- Anomala vespertilio
- Anomala vestigator
- Anomala vethi
- Anomala vetula
- Anomala vicenti
- Anomala vietipennis
- Anomala vietnamica
- Anomala vigilax
- Anomala villosella
- Anomala violaceipennis
- Anomala virens
- Anomala viridana
- Anomala viridiaenea
- Anomala viridibrunnea
- Anomala viridicostata
- Anomala viridimicans
- Anomala viridis
- Anomala viridisericea
- Anomala vitalisi
- Anomala vitis
- Anomala vittata
- Anomala vitticollis
- Anomala vittilatera
- Anomala vivax
- Anomala vivida
- Anomala volanda
- Anomala volsellata
- Anomala vuilletae
- Anomala vulcanicola
- Anomala wahnesi
- Anomala walkeri
- Anomala wallacei
- Anomala wapiensis
- Anomala warkapiensis
- Anomala waterstraati
- Anomala weberi
- Anomala wellmani
- Anomala werneri
- Anomala weyersi
- Anomala whiteheadi
- Anomala windrathi
- Anomala winkleri
- Anomala wituensis
- Anomala xanthochroma
- Anomala xantholoma
- Anomala xanthopleura
- Anomala xanthoptera
- Anomala xanthopyga
- Anomala xanthorrhoea
- Anomala xestopyga
- Anomala yersini
- Anomala yunnana
- Anomala zambesicola
- Anomala zapotensis
- Anomala zavattarii
- Anomala zerekoreensis
- Anomala zornella
- Anomala zumbadoi

## Galería de imágenes

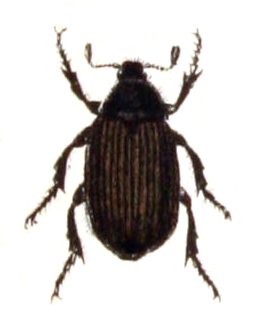
Anomala dubia.
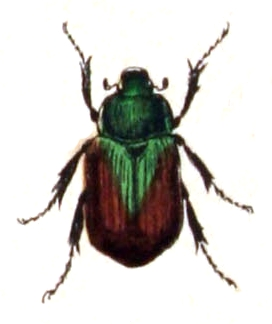
Anomala vitis.
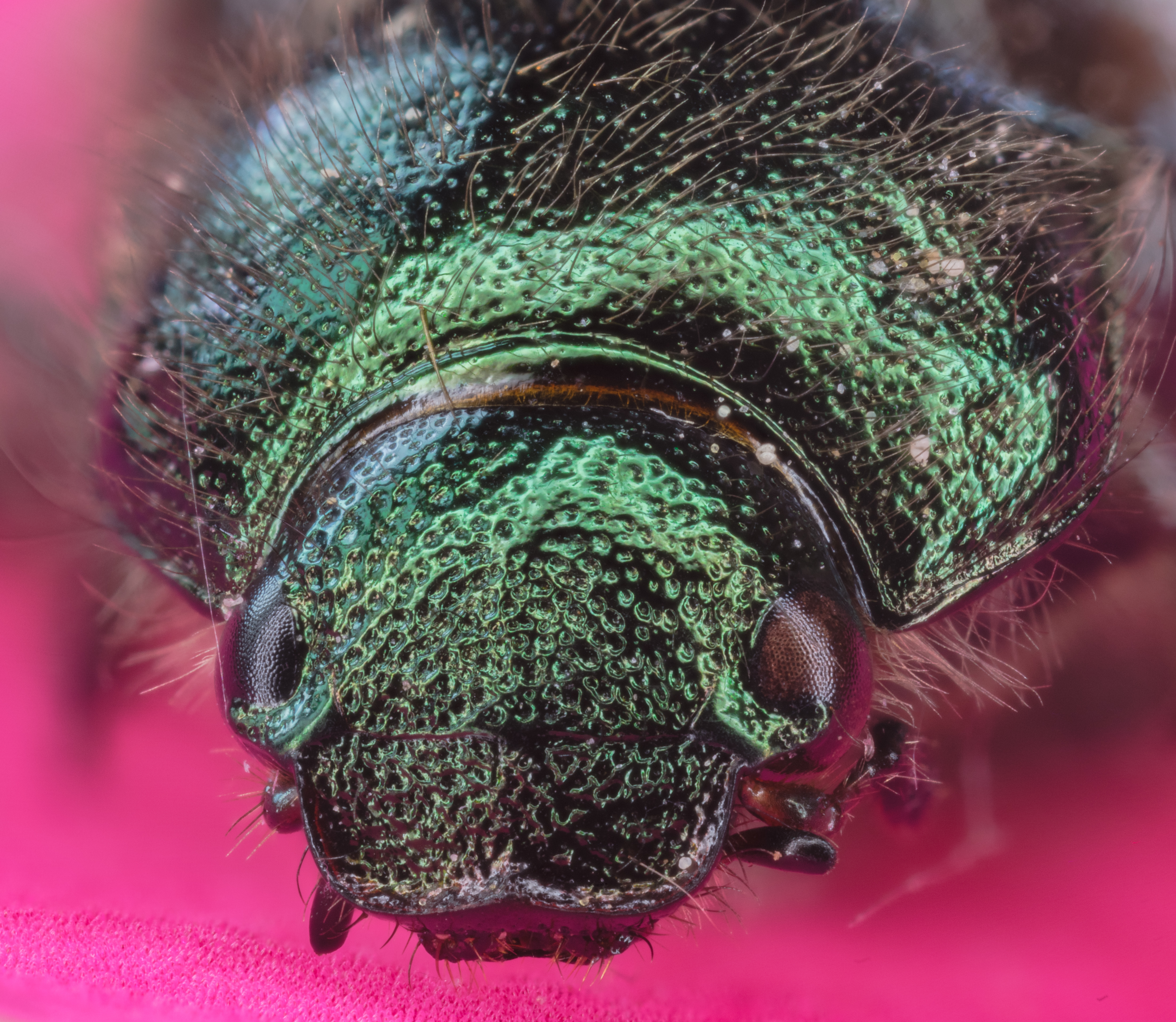
Detalle de un escarabajo verde de mayo (Anomala dubia).